# WO=MEN Dutch Gender Platform
WO=MEN Dutch Gender Platform, uitgesproken als women equals men, is een Nederlands platform dat zich inzet voor wereldwijde gendergelijkheid en empowerment van vrouwen en meisjes. Het is een vereniging die samen met haar leden beleidsontwikkelingen monitort, kennis deelt, krachten bundelt en mensen mobiliseert. WO=MEN is van mening dat ongelijke machtsverhoudingen tussen mensen – bijvoorbeeld op basis van sekse, ras, klasse, beperking en leeftijd (intersectionaliteit) – niet mogen leiden tot ongelijke behandeling.
In januari 2025 zijn 58 organisaties en 115 individuele leden aangesloten bij de vereniging WO=MEN.

## Thema's
WO=MEN agendeert, informeert, adviseert en beïnvloedt de maatschappij, ministeries, instituties en politiek waaronder het Nederlands Parlement, leden van het Europees Parlement, leden van de Europese Commissie en de Verenigde Naties Commissie voor de Status van Vrouwen (CSW). Hierbij zet het platform in op drie thema's:
1. Duurzame sociale, politieke en financiële steun voor gendergelijkheid en vrouwenrechten;
2. Gelijke invloed en aanspraak op natuurlijke hulpbronnen (land, water, bossen), productieketens, (internationale) bedrijven en klimaatafspraken;
3. Gelijkwaardige deelname in vredesprocessen en in het voorkomen van nieuwe conflicten.

## Programma's
Samen met het ministerie van Buitenlandse Zaken coördineert WO=MEN het Nationaal Actie Plan (NAP) 1325, een landelijk programma waarin diverse ministeries en meer dan 70 maatschappelijke organisaties zich inzetten voor de uitvoering van de Women, Peace and Security (WPS), oftewel vrouwen, vrede en veiligheid agenda.

## Geschiedenis
WO=MEN is in 2006 opgericht op initiatief van Oxfam Novib, Hivos, Cordaid en ICCO omdat zij een gezamenlijk platform miste dat kon functioneren als waakhond op het gebied van het integreren van gender in het ontwikkelingssamenwerkingsbeleid van Nederland. Na het stoppen van het Vrouwenberaad Ontwikkelingssamenwerking in 2000 was hierop een gat ontstaan, werd er niet toegezien op de internationale doelen die in 1995 tijdens de Wereldvrouwenconferentie in Beijing waren afgesproken en was er in het budget voor ontwikkelingssamenwerking nauwelijks plek voor vrouwenrechten en gendergelijkheid.